# Koufonissia
Koufonissia sono due isole delle Piccole Cicladi a sud est di Nasso e ad ovest di Amorgo. Trattasi di due isole distinte:
- Kato Koufonisi, abitata solo da un pastore e dal suo gregge di pecore (36°54′43.27″N 25°34′39.16″E)
- Ano Koufonisi (36°56′30.96″N 25°36′16.8″E)

Solitamente nel gruppo viene compresa anche Keros.
Ritenute, fino agli anni novanta uno degli ultimi paradisi turistici, le due isolette sono state scoperte ed "invase" da turisti di provenienza prevalentemente svedese.

## Centri abitati

### Chora
L'unico centro abitato è Chora, sulla costa sud-occidentale di Ano Koufonissi, su una piccola baia riparata dai venti meltemi, prospiciente lo scalo dove attraccano i traghetti provenienti dal Pireo e da Nasso. Chora ha un aspetto cicladico con vie strette e case bianche dalle porte e finestre tinte d'azzurro. Ad aggiungere colore è il vecchio mulino a vento sulla cima della collina, visibile dal traghetto prima di entrare in porto.
A oriente di Chora si dipana una strada asfaltata che si arresta dopo pochi chilometri. Lungo il suo percorso si trovano le spiagge più frequentate, ultima delle quali Foinikas. È possibile proseguire a piedi o meglio in barca alla scoperta di ulteriori calette, quali Fanos e Italida, detta anche "platià Pounta" ugualmente affollate nei mesi estivi. Oltre ancora nella parte nord di Ano Koufonissi e vicino a Capo Xilovati c'è Poros, un arenile meno frequentato per via dei venti che si abbattono impetuosi.